# 20000 mártires de Nicomedia
Los 20 000 mártires de Nicomedia se refieren a las víctimas de la persecución de los cristianos en Nicomedia, Bitinia (actual Izmit, Turquía) por parte de los Romano. Emperadores Diocleciano y Maximiano a principios del siglo IV d. C.
Según diversos martirologios y menologios, la persecución incluyó la quema de una iglesia que albergaba a numerosos cristianos el día de Navidad.
Este suceso tuvo lugar cuando el emperador Maximiano (284-305) regresó con la victoria sobre los etíopes en el 304 d. C.. Sucedió después de que se negaran a sacrificar a los ídolos durante la misa de Navidad para agradecer a los dioses la victoria que había adquirido. Más tarde Maximiano y sus soldados entraron en la iglesia y dijeron a los cristianos que podían escapar del castigo si renegaban de Cristo. El sacerdote cristiano Glicerio respondió que los cristianos nunca "renunciarían a su fe, ni siquiera bajo la amenaza de la tortura". Maximiano ordenó que lo quemaran. Los que no habían sido quemados en la iglesia fueron capturados y torturados hasta la muerte. El obispo Anthimos que había escapado de la quema en la iglesia fue capturado y decapitado.
El número 20.000 puede ser apócrifo. Sin embargo, los mártires de Nicomedia siguen siendo honrados con días de fiesta: se conmemoran el 28 de diciembre en la Iglesia Ortodoxa Oriental, y por la Iglesia greco-católica. En el Martirologio Romano de la Iglesia Católica, hay entradas separadas para grupos de mártires de Nicomedia. El martirio de Antimus de Nicomedia y compañeros se conmemora el 24 de abril y "la conmemoración de muchos santos mártires de Nicomedia" el 23 de junio.